# Kia Ray
El Kia Ray es el primer vehículo eléctrico de Kia Motors hecho en serie por la firma surcoreana. Su primer lote consta de 2500 vehículos, inicialmente destinados a apoyar los esfuerzos ecologistas del gobierno de Corea del Sur, y es su primer SUV de propulsión eléctrica, que antecede el proyecto de Kia en el mercado de coches eléctricos, proyectado para el 2014.

## Descripción

### Mecánica
Es el primer vehículo híbrido de producción en serie de la Kia. Está equipado con baterías, y es el vehículo pionero en esta gama de la marca. Es propulsado por un motor eléctrico que le eroga 50 kilovatios (67 HP), alimentado por una batería de iones de litio de 16.4 kWh, que le permite en su modo totalmente eléctrico una distancia efectiva de hasta 86 millas (138 km) dependiendo de los hábitos de conducción.
El Kia Ray está también disponible con motorizaciones de combustión, de gasolina y de Flexi-fuel, que usa como combustible el gas LPG aparte de la gasolina.[cita requerida] Dichos motores están disponibles en cuatro niveles de equipamiento -Deluxe, Special, Luxury y Prestige- sólo para su venta en el mercado de Corea del Sur. Ambos motores producen potencias de impulso similares a sus contrapartes eléctricas. 
El de gasolina eroga 78ps/6,400rpm y 9.6 kg.m/3,500rpm. Ambos bloques tienen cilindrajes de 998cc, siendo económicos por su reducido consumo (de 17 km/l para la versión a gasolina), y la de flexi-fuel eroga 16.6 km/l en gasolina y 13.2 km/l en modo a gas. Los modelos a gasolina pesan 998 kilogramos (2200 lb) y los modelos de flexi-fuel pesan 1042 kilogramos (2297 lb). Ambos están conectados a una caja de marchas de 4 velocidades automática.[cita requerida]

### Carrocería
El Kia Ray EV tiene una singular disposición de apertura en sus puertas. La del pasajero es deslizable para los asientos traseros, mientras que la del conductor es de tipo convencional. La forma del coche es angulosa y cúbica, igual a los similares de su gama, tales como el Honda Freed y el Suzuki Solio. El interior del Ray se beneficia de su forma cuadrada, al ser más espacioso que otros autos de su mismo tamaño; pero sólo puede llevar a cuatro ocupantes con el conductor incluido.

## Galería

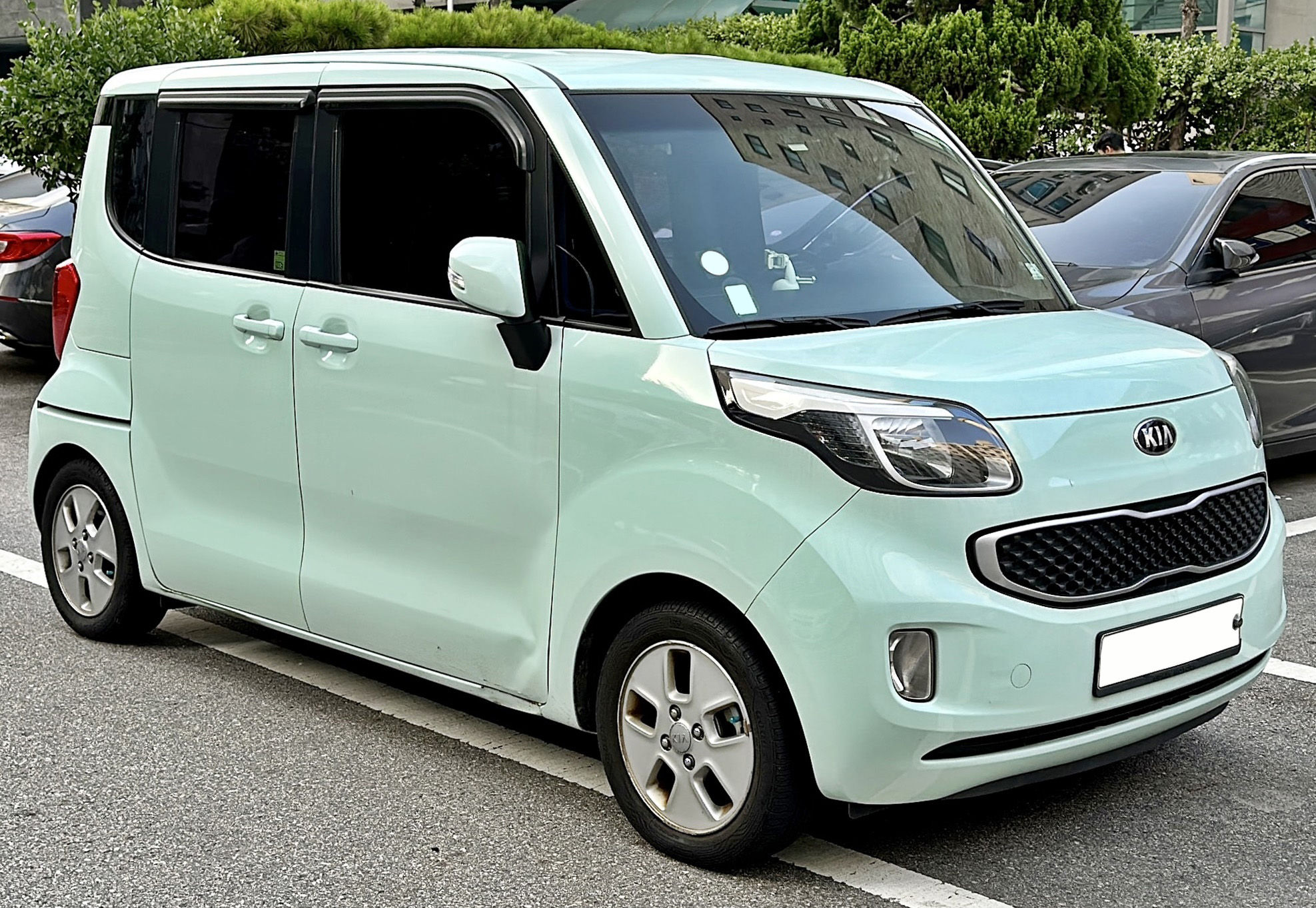
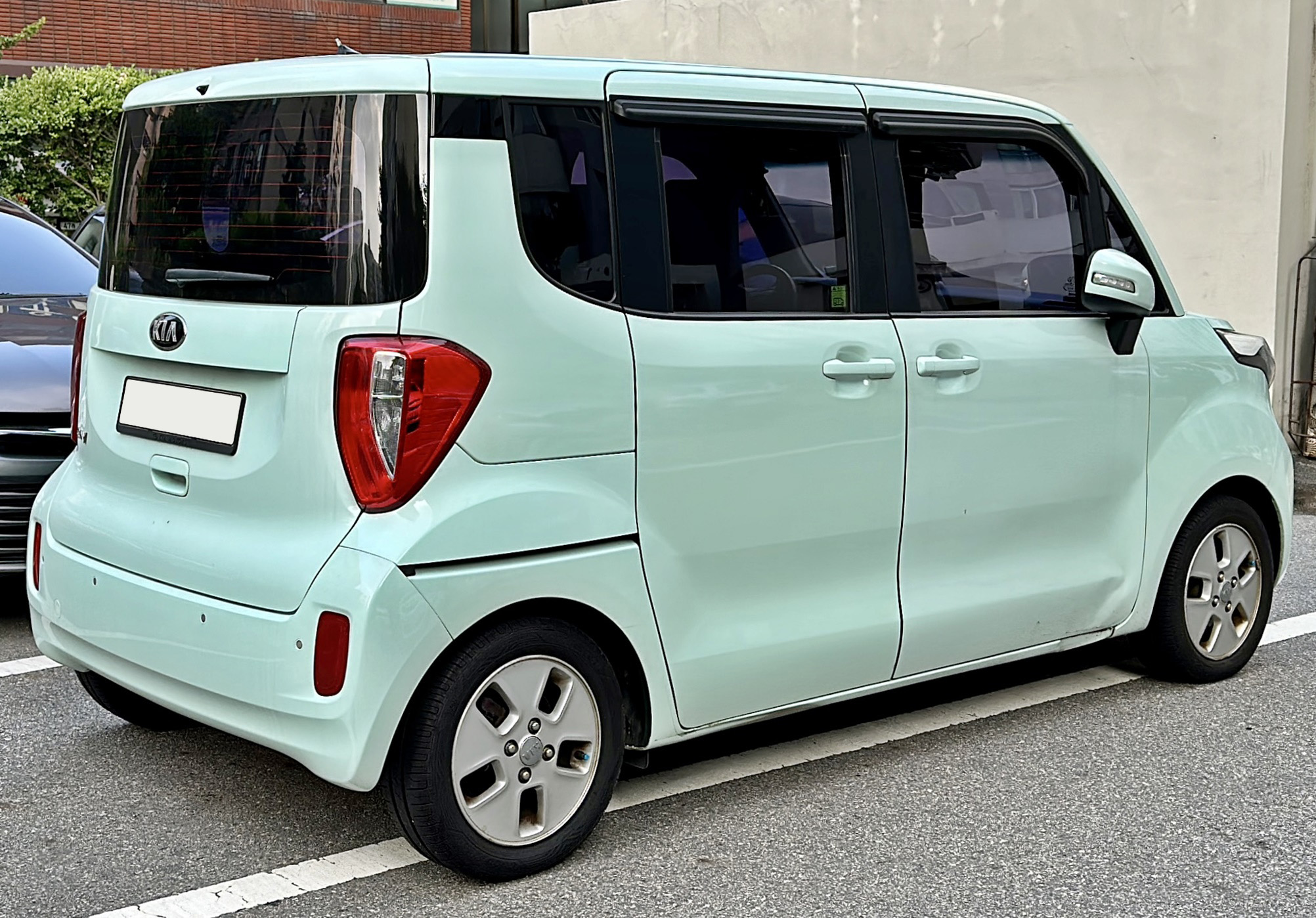
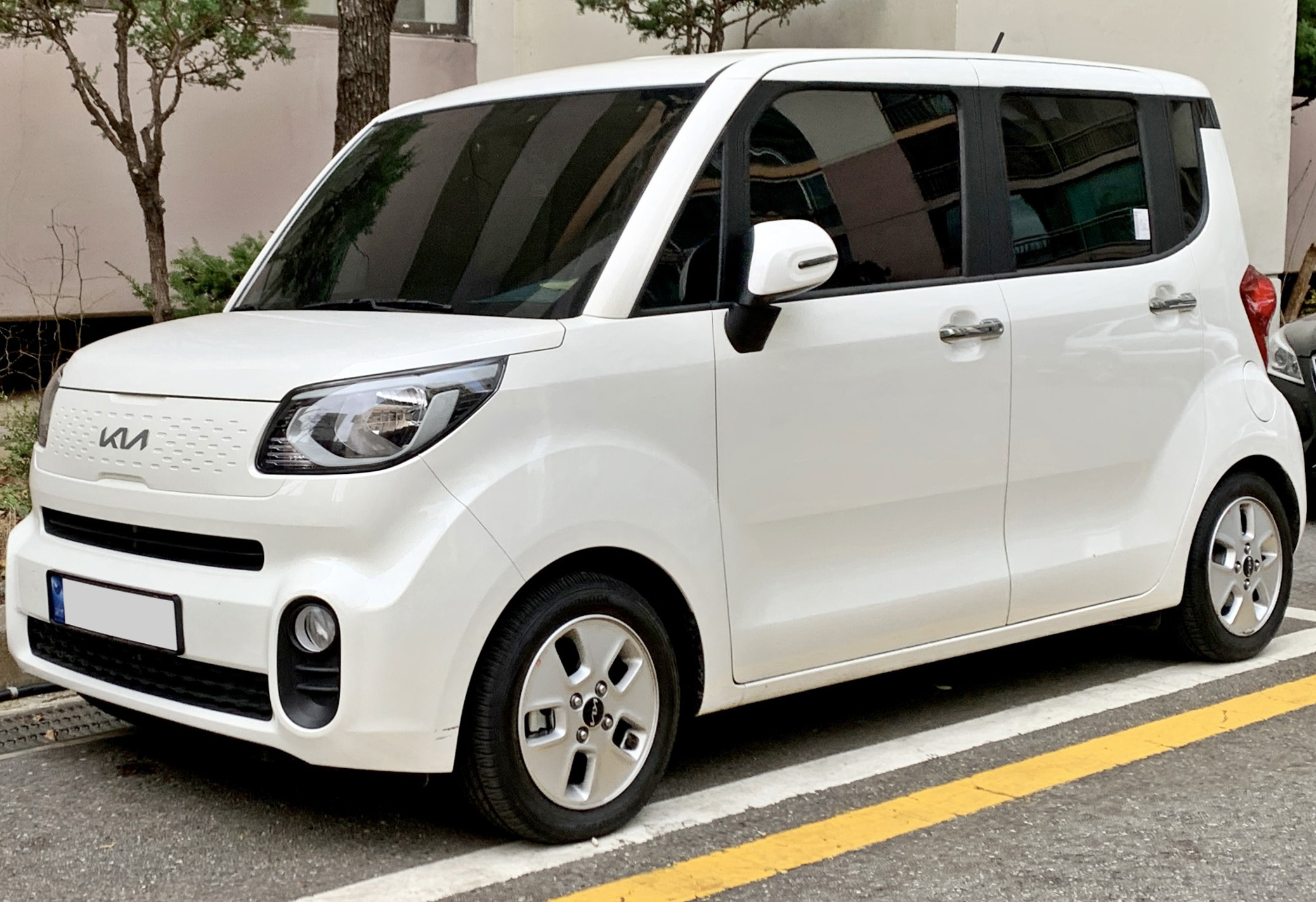
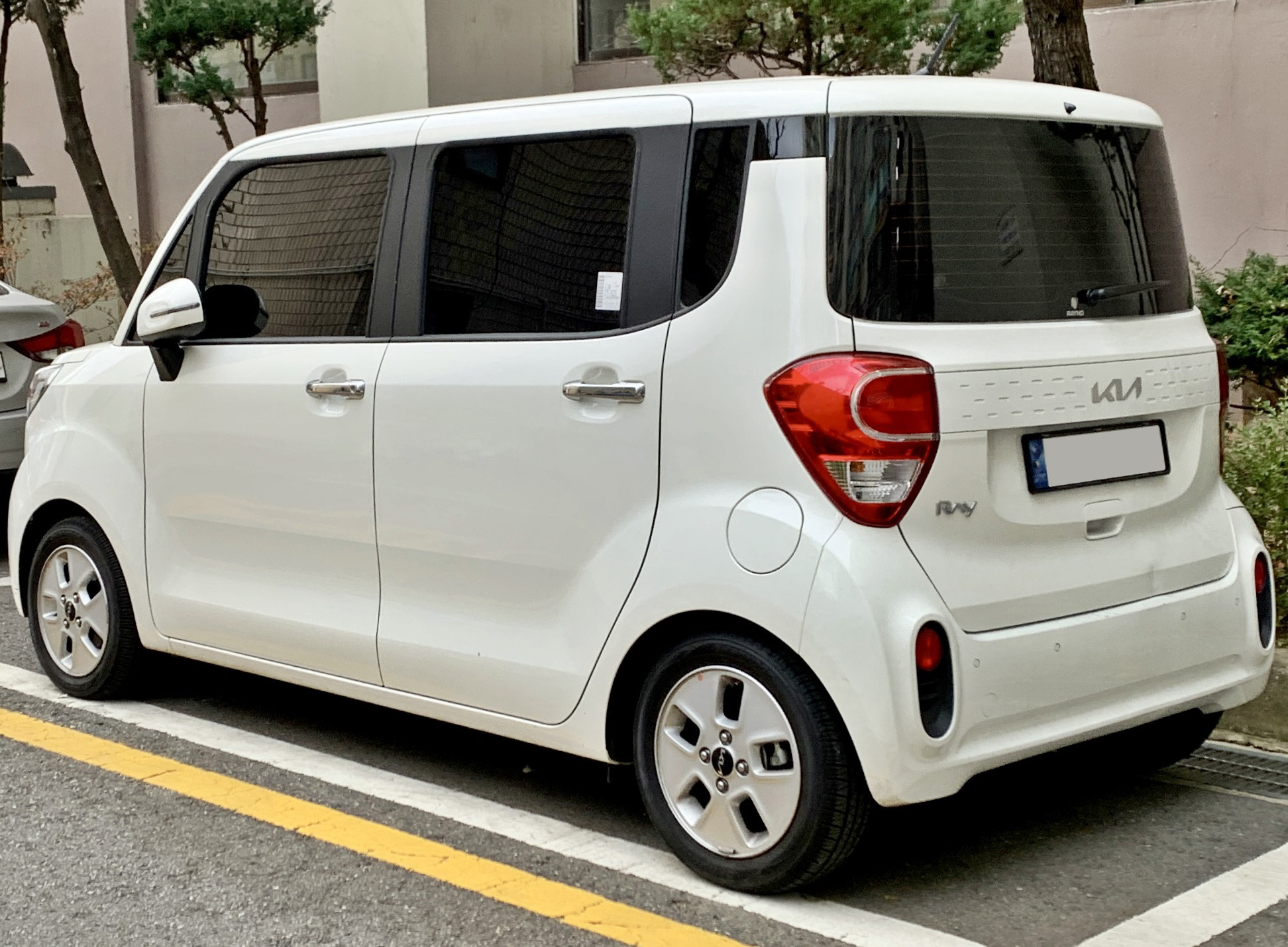
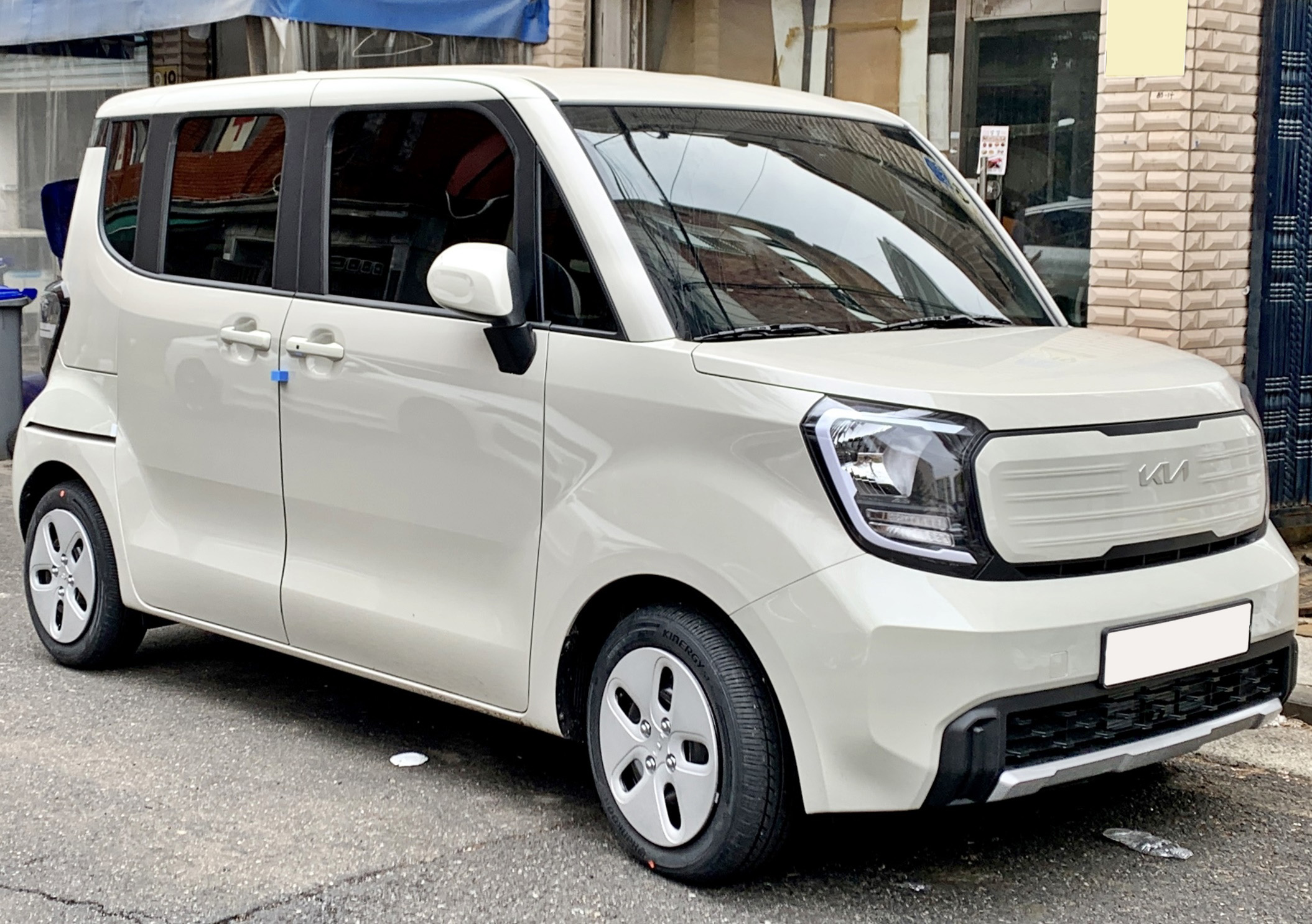
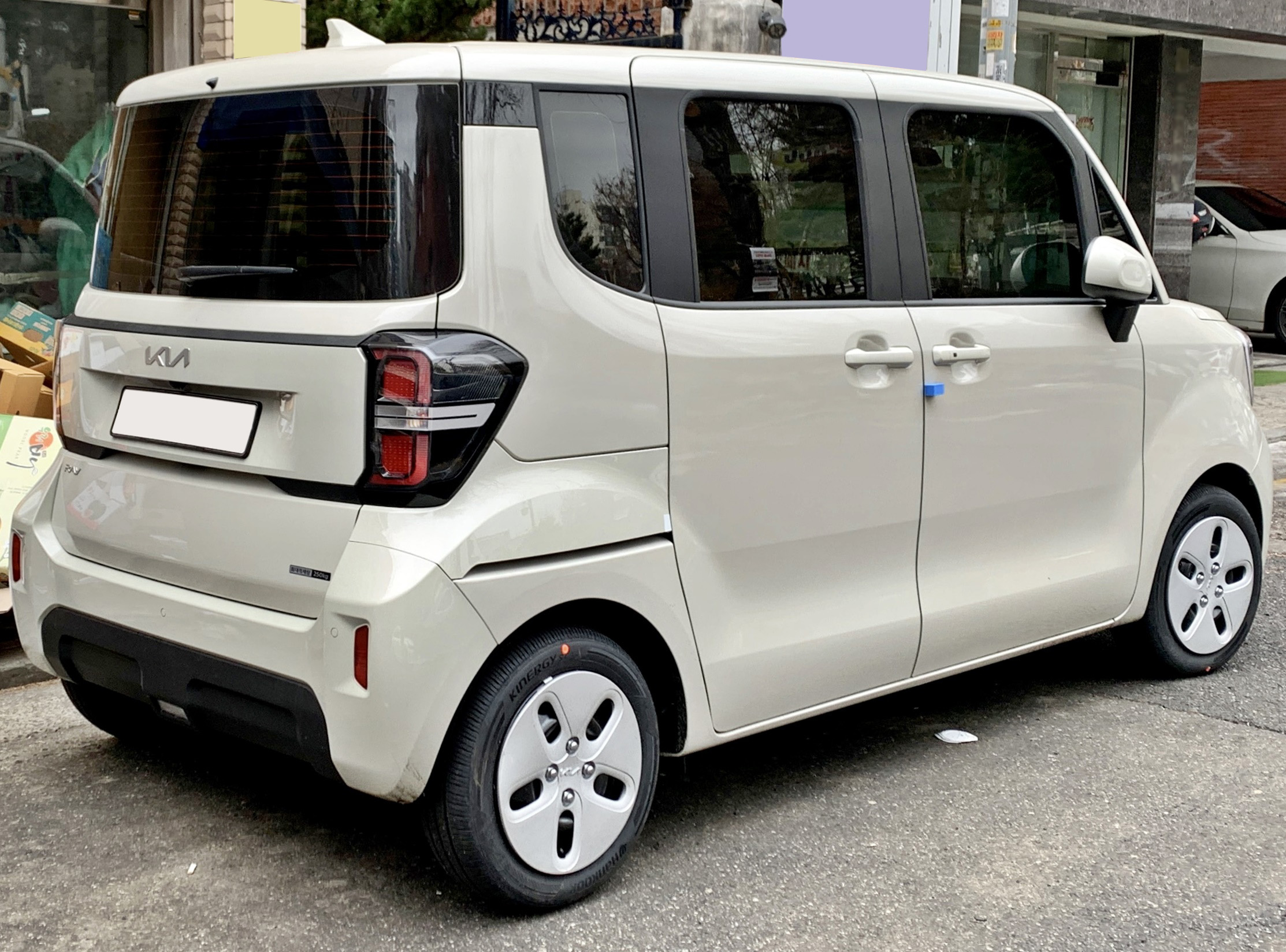